# Siripaporn Nuanthakhamjan
Siripaporn Nuanthakhamjan (Baipat Siripaporn, taj. ศิริภาพร นวนทะคำจัน, ur. 24 maja 1999 w Maha Sarakham) – tajska profesjonalna snookerzystka. W 2023 wygrała Mistrzostwa świata kobiet w snookerze, co dało jej dwuletnią przepustkę do zawodowego World Snooker Tour. Razem z rodaczką Waratthanun Sukritthanes wygrała Puchar Świata w Snookerze Kobiet w 2019. 

## Kariera
Baipat, pochodząca z Chonburi, zaczęła grać w snookera w wieku dziewięciu lat, pod okiem swojego ojczyma Pisita Chandsriego, dwukrotnego mistrza świata w kategorii powyżej 40 lat. W 2014 wygrała mistrzostwa International Billiards and Snooker Federation w snookerze na sześciu czerwonych, pokonując w finale Anastazję Neczajewą 4–2, wcześniej eliminując byłą mistrzynię świata IBSF Ng On Yee.
W wieku 15 lat pokonała Mink Nutcharut 4–2 w finale Mistrzostw Świata U-21 Międzynarodowej Federacji Bilardowej i Snookera (IBSF) w 2015. Rok później Baipat pokonała Vidyę Pillai 4–0 w finale i zdobyła tytuł mistrzyni IBSF w snookerze na sześciu czerwonych.
W 2022 roku zdobyła tytuł mistrzyni Tajlandii w 9-bilach, pokonując w finale Sukritthanes 11–8, wcześniej zdobywając tytuł mistrzyni Tajlandii w snookerze.
Baipat dotarła do finału Mistrzostw świata kobiet w snookerze 2023 pokonując w półfinale obrończynię tytułu Mink Nutcharut 5–2. Pomimo przegrania dwóch pierwszych partii finału, pokonała Bai Yulu 6–3 i zdobyła swój pierwszy tytuł mistrzyni świata kobiet. Nie udało jej się obronić tytułu podczas wydarzenia w 2024 roku, przegrywając 0–4 z Reanne Evans w 1/8 finału.

## Występy w turniejach

### World Snooker Tour
| Ranking                    |               |               | 95  |
| Turnieje rankingowe        |               |               |     |
| Championship League        | A             | A             | RR  |
| Xi'an Grand Prix           | nie rozegrano | nie rozegrano | LQ  |
| Saudi Arabia Masters       | nie rozegrano | nie rozegrano | 1R  |
| English Open               | A             | LQ            | A   |
| British Open               | A             | LQ            | LQ  |
| Wuhan Open                 | NH            | LQ            | LQ  |
| Northern Ireland Open      | A             | LQ            | LQ  |
| International Championship | NH            | LQ            | LQ  |
| UK Championship            | A             | LQ            | LQ  |
| Shoot Out                  | A             | 1R            |     |
| Scottish Open              | A             | LQ            | LQ  |
| German Masters             | A             | LQ            | LQ  |
| Welsh Open                 | A             | LQ            | LQ  |
| World Open                 | NH            | LQ            | LQ  |
| World Grand Prix           | DNQ           | DNQ           | DNQ |
| Players Championship       | DNQ           | DNQ           | DNQ |
| Tour Championship          | DNQ           | DNQ           | DNQ |
| World Championship         | LQ            | LQ            | LQ  |
| Turnieje nierankingowe     |               |               |     |
| Champion of Champions      | A             | 1R            | A   |
| Dawne turnieje rankingowe  |               |               |     |
| European Masters           | A             | LQ            | NH  |

### World Women's Snooker
| Obecne turnieje           |               |               |               |               |               |
| UK Championship           | A             | A             | A             | RR            | SF            |
| US Open                   | nie rozegrano | nie rozegrano | nie rozegrano | A             | A             |
| Australian Open           | NH            | A             | NH            | A             | A             |
| Masters                   | A             | A             | A             | QF            | A             |
| Belgian Open              | NH            | A             | NH            | A             | A             |
| Albanian Open             | nie rozegrano | nie rozegrano | nie rozegrano | nie rozegrano | QF            |
| World Championship        | QF            | SF            | A             | W             |               |
| British Open              | nie rozegrano | nie rozegrano | A             | 3R            |               |
| Dawne turnieje            |               |               |               |               |               |
| 10-Red World Championship | NH            | 2R            | nie rozegrano | nie rozegrano | nie rozegrano |
| 6-Red World Championship  | NH            | SF            | nie rozegrano | nie rozegrano | nie rozegrano |
| Winchester Open           | nie rozegrano | nie rozegrano | QF            | nie rozegrano | nie rozegrano |
| Scottish Open             | nie rozegrano | nie rozegrano | nie rozegrano | A             | NH            |
| Asia-Pacific Championship | nie rozegrano | nie rozegrano | nie rozegrano | F             | NH            |

| Legenda | Legenda                  | Legenda | Legenda                                                                         | Legenda | Legenda                         |
| ------- | ------------------------ | ------- | ------------------------------------------------------------------------------- | ------- | ------------------------------- |
| LQ      | odpadła w kwalifikacjach | #R      | odpadła we wczesnej fazie turnieju (WR = runda dzikich kart, RR = faza grupowa) | QF      | przegrała w ćwierćfinale        |
| SF      | przegrała w półfinale    | F       | przegrała w finale                                                              | W       | zwycięstwo                      |
| DNQ     | nie zakwalifikowała się  | A       | nie brała udziału                                                               | WD      | zrezygnowała w trakcie turnieju |

| NH / Nie roz.    | NH / Nie roz.    | NH / Nie roz.    | NH / Nie roz.    | Turniej nie odbył się.                     |
| NR / Nie-rank.   | NR / Nie-rank.   | NR / Nie-rank.   | NR / Nie-rank.   | Turniej nie był zaliczany jako rankingowy. |
| R / Rank.        | R / Rank.        | R / Rank.        | R / Rank.        | Turniej był zaliczany jako rankingowy.     |
| MR / Minor-Rank. | MR / Minor-Rank. | MR / Minor-Rank. | MR / Minor-Rank. | Turniej był zaliczany jako minor ranking.  |

## Finały w karierze
| Rok  | Turniej                                  | Miejsce               | Zwyciężczyni                                 | Finalistka                         | Wynik | Przypis |
| ---- | ---------------------------------------- | --------------------- | -------------------------------------------- | ---------------------------------- | ----- | ------- |
| 2014 | IBSF Six-red Snooker Championship        | Egipt, Szarm el-Szejk | Siripaporn Nuanthakhamjan                    | Anastazja Neczajewa                | 4–2   |         |
| 2014 | IBSF Women's Team Championship           | Egipt, Szarm el-Szejk | Siripaporn Nuanthakhamjan Armornrat Uamduang | Anastazja Neczajewa Daria Sirotina | 4–1   |         |
| 2016 | IBSF World Under-18 Snooker Championship | Belgia, Mol           | Siripaporn Nuanthakhamjan                    | Nutcharut Wongharuthai             | 3–1   | [ 15 ]  |
| 2017 | IBSF World Under-18 Snooker Championship | Chiny, Pekin          | Nutcharut Wongharuthai                       | Siripaporn Nuanthakhamjan          | 3–2   | [ 16 ]  |
| 2017 | IBSF Six-red Snooker Championship        | Egipt, Hurghada       | Ng On-yee                                    | Siripaporn Nuanthakhamjan          | 4–0   | [ 17 ]  |

| Rok  | Miejsce        | Zwyciężczyni              | Finalistka                | Wynik | Przypis       |
| ---- | -------------- | ------------------------- | ------------------------- | ----- | ------------- |
| 2018 | Mjanma, Rangun | Amee Kamani               | Siripaporn Nuanthakhamjan | 3–0   | [ 18 ] [ 19 ] |
| 2022 | Katar, Doha    | Siripaporn Nuanthakhamjan | Nutcharut Wongharuthai    | 3–2   | [ 20 ]        |

| Rok  | Turniej                               | Miejsce            | Zwyciężczyni              | Finalistka                | Wynik | Przypis |
| ---- | ------------------------------------- | ------------------ | ------------------------- | ------------------------- | ----- | ------- |
| 2023 | Mistrzostwa kobiet Azji i Pacyfiku    | Australia, Sydney  | Ploychompoo Laokiatphong  | Siripaporn Nuanthakhamjan | 4–1   | [ 21 ]  |
| 2023 | Mistrzostwa świata kobiet w snookerze | Tajlandia, Bangkok | Siripaporn Nuanthakhamjan | Bai Yulu                  | 6–3   |         |